# 1734 Zhongolovich
Zhongolovich (asteróide 1734) é um asteróide da cintura principal com um diâmetro de 28,47 quilómetros, a 2,1401034 UA. Possui uma excentricidade de 0,2296796 e um período orbital de 1 691,38 dias (4,63 anos).
Zhongolovich tem uma velocidade orbital média de 17,86944492 km/s e uma inclinação de 8,34495º.
Esse asteróide foi descoberto em 11 de Outubro de 1928 por Grigory Neujmin.